# جسيمات الهواء المتناهية الصغر
جسيمات الهواء المتناهية الصغر - Ultra-low particulate air-
ULPA  يعيدنا هنا إلى القانون النموذجي ( قانون الشراكة المحدودة الموحد )
(( قانون الشراكة المحدودة الموحد (ULPA) ، الذي يتضمن تنقيح لعام 1976 والمسمى قانون الشراكة المحدودة الموحد المنقح (RULPA) ، هو قانون موحد (مشابه للنظام الأساسي النموذجي) ، اقترحه المؤتمر الوطني للمفوضين بشأن قوانين الدولة الموحدة (" NCCUSL ") لحوكمة الشراكات التجارية من قبل الولايات الأمريكية. أصدر NCCUSL ULPA الأصلي في عام 1916 وأحدث مراجعة في عام 2001))
ULPA هي اختصار لعبارة - اختراق جسيمات متناهية الصغر للهواء –  ( مرشح ) - ( منقي )
-	يمكن لمرشح ULPA أن يزيل من الهواء ما لا يقل عن 99.999٪ من الغبار وحبوب اللقاح والعفن والبكتيريا وأي جزيئات محمولة في الهواء بحد أدنى لاختراق للجسيمات يبلغ 120 نانومتر (0.12 ميكرومتر، جزيئات متناهية الصغر).
-	يمكن لمرشح ULPA أن يزيل (إلى حد كبير، وليس 100٪) - دخان الزيت، ودخان التبغ، ودخان الصنوبري، والضباب الدخاني، وغبار المبيدات الحشرية.
-	مكنه أيضًا إزالة الكربون الأسود إلى حد ما
-بعد منقيات وفلاتر المراوح تتضمن مرشحات  ULPA
المواد المستخدمة في مرشحات ULPA
كل من وسائط مرشح HEPA و ULPA لها تصميمات متشابهة.
تعتبر وسائط المرشح بمثابة شبكة هائلة من الألياف المرتبة عشوائيًا. عندما يمر الهواء عبر هذه الشبكة الكثيفة، تلتصق الجزيئات الصلبة بالألياف وبالتالي يتم التخلص منها من الهواء.
المسامية هي أحد الاعتبارات الرئيسية لهذه الألياف. المسامية المنخفضة، مع تقليل سرعة الترشيح، تزيد من جودة الهواء المصفى. يتم قياس هذا المعامل في المسام لكل بوصة خطية.
طريقة العمل
لا يمكن للجسيمات التي تسد فعليًا باستخدام مرشح، يسمى الغربلة، إزالة الجسيمات الأصغر حجمًا. تعتمد عملية التنظيف، بناءً على حجم جزيئات الملوث، على أربع تقنيات:
1-	غربلة
2-	تعريف
3-	تأثير بالقصور الذاتي
4-	اعتراض
وقد تمت كتابة عدد من الممارسات الموصى بها حول اختبار هذه المرشحات ، بما في ذلك:
IEST-RP-CC001: مرشحات HEPA و ULPA ،
IEST-RP-CC007: اختبار مرشحات ULPA ،
IEST-RP-CC022: اختبار وسائط مرشح HEPA و ULPA و
IEST-RP-CC034: اختبارات تسرب فلتر HEPA و ULPA